# Stomaž
Stomaž é uma vila localizada no município de Ajdovščina na Eslovênia. Possuía uma população estimada de 289 habitantes em 2020.